# Харнак, Милдред
Милдред Харнак (нем. Mildred Harnack), урождённая Милдред Элизабет Фиш (англ. Mildred Elizabeth Fish; 16 сентября 1902 года, Милуоки, Висконсин, США — 16 февраля 1943 года, Берлин, Германия) — литературный критик, переводчик, антифашист, участница движения Сопротивления во время Второй мировой войны, член подпольного антифашистского кружка преподавателей Берлинского университета.

## Биография
Милдред Фиш родилась 16 сентября 1902 года в Милуоки, в штате Висконсин в США, в семье Вильгельма Фиша и Джорджины Хескет. В 1919 году окончила Западную Академию в Джорджтауне, в Вашингтоне, где изучала литературу. В 1926 году преподавала немецкую литературу в Висконсинском университете в Мэдисоне. Здесь она познакомилась с юристом и стипендиатом Рокфеллера, Арвидом Харнаком, и вышла за него замуж. В 1929 году переехала с мужем в Берлин. С 1932 по 1936 год преподавала английский язык в вечерней школе в Берлине (ныне школа Петра Адальберта Зильбермана). В 1941 году защитила диссертацию в Университете Либиха в Гессене и получила место преподавателя и переводчика в Немецкой Академии Политики при университете Берлина. Здесь в 1939—1940 годах образовался круг антифашистов из числа преподавателей и студентов, участниками которого были, в том числе, Харро Шульце-Бойзен и Хорст Хайльман. До ареста также работала преподавателем в Высшей медицинской школе в Берлин-Шенеберге.

## Участие в антифашистском подполье

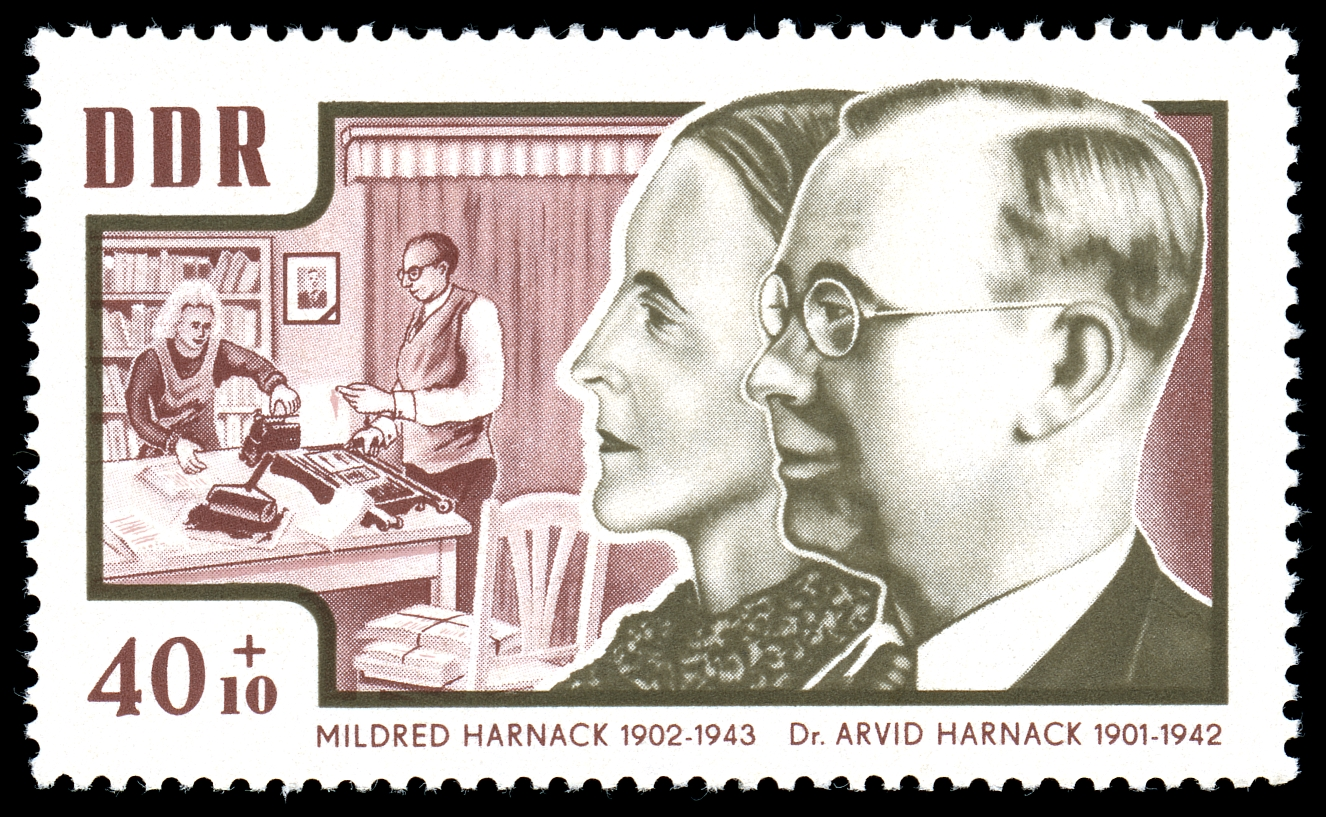
Арвид и Мидред Харнак: почтовая марка ГДР, 1964

С 1933 года Милдред Харнак вместе с мужем и супругами Адамом и Гретой Кукхоф создали дискуссионную группу, в которой обсуждали планы развития общества после падения нацистского режима. До вступления США во Вторую мировую войну была председателем женского клуба при посольстве США в Берлине.
В июне 1941 года группа вступила в контакт с представителями посольства СССР в Берлине, пытаясь предупредить Советский Союз о скором нападении Третьего рейха.

### Арест и казнь

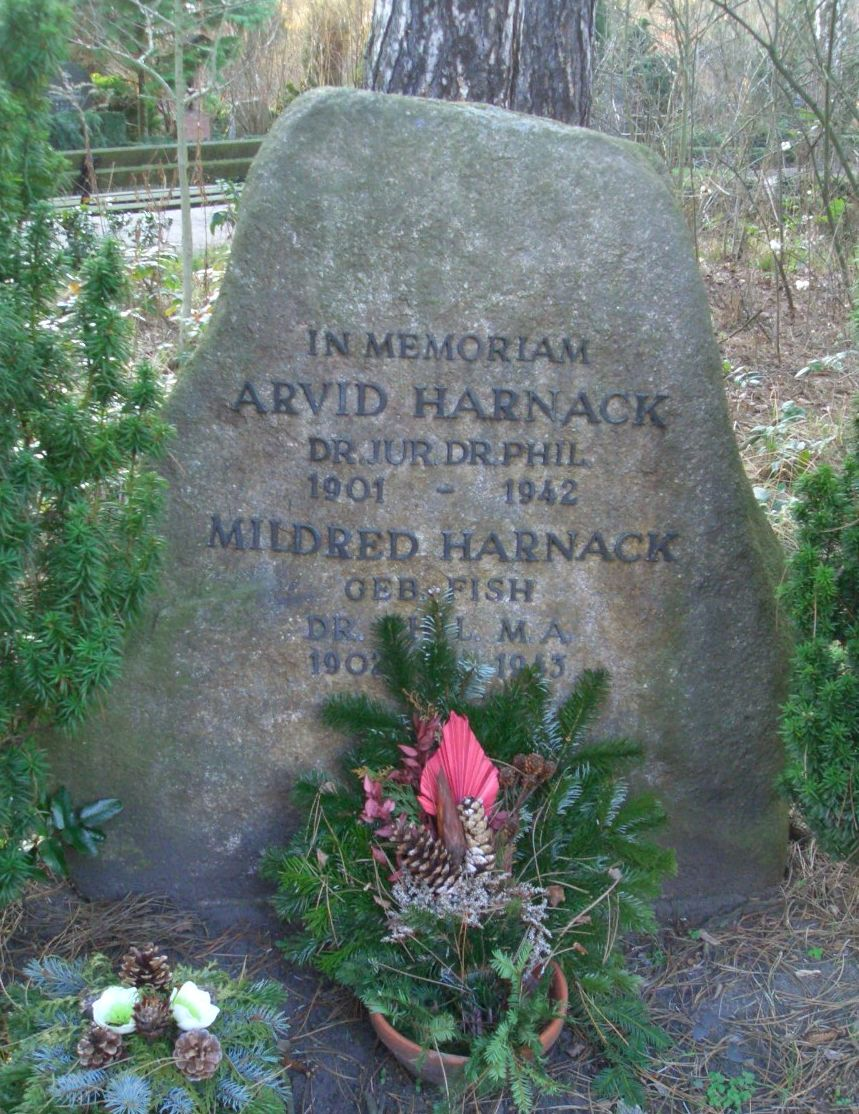
Мемориал Милдред и Арвида Харнак на кладбище Целендорф, Берлин

В августе 1942 года радиограмма берлинской группы с адресами Адама Кукхофа, Харро Шульце-Бойзена и Илзе Штёбе была перехвачена и расшифрована нацистами. 7 сентября 1942 года Арвид и Милдред Харнаки были арестованы во время отдыха в Восточной Пруссии. 19 декабря того же года Имперским военным трибуналом в отношении Арвида был вынесен смертный приговор, который спустя два дня привели в исполнение. Милдред приговорили к шести годам тюремного заключения, но Адольф Гитлер назначил новое судебное разбирательство, и 16 января 1943 года ей тоже вынесли смертный приговор. 16 февраля 1943 года она была гильотинирована в тюрьме Плёцензее в Берлине. Её последними словами были: «Я очень любила Германию».
Фальк Харнак, брат Арвида, антифашист и участник движения сопротивления, бежал от ареста гестапо и присоединился к партизанскому движению в Греции.

## Память
В конце 1969 года правительство СССР посмертно наградило Милдред Харнак орденом Отечественной войны I степени. Мемориальные камни и доски с её именем установлены во дворе Берлинского университета и в школе Петера Адальберта Зильбермана. Имена Милдред и Арвида Харнаков носят несколько улиц в разных районах Берлина.

## Наследие

### Переводы
- Irving Stone: Lust for Life (Vincent van Gogh. Ein Leben in Leidenschaft) Berlin 1936, Universitas.
- Walter D. Edmonds: Drums along the Mohawk (Pfauenfeder und Kokarde) Berlin 1938, Universitas.

### Сочинения
- Mildred Harnack: Die Entwicklung der amerikanischen Literatur der Gegenwart in einigen Hauptvertretern des Romans und der Kurzgeschichte (Maschinenschriftliche Dissertation), Philosophische Fakultät der Ludwigs-Universität zu Gießen, Gießen 1941
- Eberhard Brüning (редакция): Mildred Harnack-Fish. Variationen über das Thema Amerika. Studien zur Literatur der USA. Berlin (Ost) 1988.